# Herod Agripa I.
Herod Agripa I. (hebrejsko אגריפס הראשון (Agripa I.), latinsko Herodes Agrippa, grško starogrško Ἡρώδης Ἀγρίππας [Heródes Agríppas]), znan tudi kot Herod ali Agripa I., je bil v letih 41-44 od Rima odvisni kralj Judeje, * 10 pr. n. št., † 44. 
Bil je vnuk Heroda Velikega in sin Aristobula IV. in Berenike, sestre Heroda Velikega. Ob rojstvu so ga v čast rimskemu državniku Marku Vipsaniju Agripi imenovali Mark Julij Agripa. V Novi zavezi se v Apostolskih delih pojavlja kot kralj Agripa. Jožef Flavij piše, da je bil v njegovem času  znan kot Agripa Veliki. Krščansko in judovsko zgodovinopisje nanj gledata različno: krščansko mu večinoma nasprotuje, medtem ko mu je judovstvo  večinoma naklonjeno. 
Agripovo ozemlje je obsegalo večino Izraela, vključno z Judejo, Galilejo, Batanejo in Perejo. Od Galileje se je njegovo ozemlje širilo proti vzhodu do Ladžata.

## Življenjepis

### Rim
Jožef Flavij poroča, da je Herod Veliki mladega Agripo po umoru njegovega očeta poslal na cesarski dvor v Rim, kjer mu je Tiberij izkazoval veliko naklonjenost. Vzgajal ga je skupaj s sinom  Druzom, s katerim se je tudi spoprijateljil, in kasnejšim cesarjem Klavdijem. Po Druzovi smrti je Agripa, ki je bil zaradi ekstravagantnega življenja globoko v dolgovih, pobegnil v trdnjavo Malata v Edomu, kjer je domnevno nameraval narediti samomor.
Po kratki klavzuri je dobil s posredovanjem svoje žene Ciprije in sestre Herodije od svojega svaka in strica Heroda Antipe, tetrarha Galileje in Pereje, nekaj denarja in dovoljenje, da se preseli v Tiberijo. V mestu je dobil položaj edila z majhnimi letnimi dohodki. Po sporu s Herodom Antipo je pobegnil k sirskemu prokonzulu Flaku. Kmalu zatem je bil na osnovi informacij brata Aristobula obtožen prejemanja podkupnine od Damaščanov, ki so želeli kupiti svoj vpliv pri prokonzulu, in bil znova prisiljen pobegniti. Tik pred odhodom v Italijo so ga aretirali, vendar mu je uspelo pobegniti in priti do Aleksandrije. Tam je s posredovanjem svoje žene uspel dobiti nekaj denarja od judovskega aristokrata Aleksandra Alabarha, potem pa je odplul v Puteoli v južni Italiji. V Italiji ga je prisrčno sprejel cesar Tiberij in mu zaupal vzgojo svojega vnuka Tiberija Gemela. Spoprijateljil se je tudi s Tiberijevim izbrancem Kaligulo. Ko je Agripa nekega dne izjavil, da želi Tiberijevo smrt v korist njegovega naslednika Kaligule, so ga aretirali.

### Kaligula in Klavdij
Po Tiberijevi smrti ga je njegov naslednik Kaligula leta 37 osvobodil in imenoval za kralja  Golana, Havrana,  Bataneje in Ladžata, kjer je kot tetrarh vladal njegov stric Filip. Njegovemu kraljestvu so dodali še Abilo. Nagrajen je bil tudi s pretorskim okrasjem (ornamenta Praetoria) in dovoljenjem, da uporablja naslov amicus Caesaris (cesarjev prijatelj). Za povrh je dobil od cesarja zlato verigo, ki je tehtala toliko kot železna veriga, s katero je bil okovan v ječi. Verigo je po vrnitvi v Jeruzalem poklonil jeruzalemskemu templju. Leta 39 se je vrnil v Rim in dosegel izgon svojega strica Heroda Antipe,  ki je vladal kot tetrarh v Galileji in Pereji, v Galijo. Cesar je Agripi odobril priključitev stričevih pokrajin  in ustanovitev judovskega kraljestva, vendar brez osrednje pokrajine Judeje.
Po Kaligulovem umoru leta 41 se je Agripa vmešal v borbo za izpraznjeni  rimski prestol med Klavdijem, pretorijsko stražo in senatom. Kako velika je bila njegova vloga, je težko reči, ker je zelo odvisna od vira. Kasij Dion omenja samo to, da je bil na Klavdijevi strani. Jožef Flavij  opisuje dve različici. V Judovskih vojnah je prikazan kot sel samozavestnega in energičnega Klavdija, v Judovskih starinah pa igra osrednjo in ključno vlogo, ko prepričuje Klavdija, naj ne kloni pred senatom, senat pa, naj ga ne napada. Klavdij je po prihodu na prestol Agripu podelil oblast nad Judejo in Samarijo in mu odobril konzulsko okrasje (ornamenta consularia). Kraljestvi  Halkida in Libanon je na Agripovo zahtevo dodelil njegovemu bratu Herodu Halkidskemu. Agripa je postal eden od najvplivnejših kraljev na Bližnjem vzhodu. Njegovo ozemlje je bilo približno enako ozemlju, na katerem je vladal njegov stari oče Herod Veliki.
Agripa je dal v Bejrutu zgraditi gledališče, amfiteater, kopališče in portike. Enako radodaren je bil tudi v Samariji, Baalbeku in  Cezareji. Gradnjo utrdb okoli Jeruzalema je moral zaradi Klavdijeve sumničavosti prekiniti. Za njegovo prijateljstvo se je potegovalo več sosednjih kraljestev in vladarjev. Nekaj vladarjev je celo gostil v Tiberiji, kar je tudi povzročilo Klavdijevo nezadovoljstvo.

## Vladanje in smrt

### Opis  Jožefa Flavija
Agripa je po vrnitvi v Judejo in vladal v zadovoljstvo Judov. Njegovo zasebno in javno gorečnost za judovstvo so opisali Jožef Flavij, Filon Aleksandrijski in rabini in morda je ravno ta ob njegovem prehodu skozi Aleksandrijo leta 37 sprožila protijudovske nemire. Leta 41 je tvegal svoje življenje ali vsaj svobodo, ko se je v Rimu zavzel za Jude in uspel prepričati Kaligulo, naj ne postavi svojega kipa v jeruzalemski tempelj, ker bi ga oskrunil.
Po pashi leta 44 je odšel v Cezarejo, kjer je priredil igre v Klavdijevo čast. Sredi govora se je iz množice zaslišal klic »To ni človeški, ampak božji glas«, na katerega se Agripa ni javno odzval. Istočasno je nad seboj zagledal sovo. V času, ko je bil v Tiberijevi ječi, so podobno znamenje razlagali kot slutnjo za njegovo skorajšnjo osvoboditev in ustanovitev kraljestva in hkrati grožnjo, da bi ponovljeno znamenje lahko pomenilo njegovo skorajšnjo smrt. Herod je kmalu zatem okoli srca in v trebuhu začutil silne bolečine in po petih dneh umrl.
V Apostolskih delih v Novi zavezi je njegova smrt opisana precej podobno. Po Petrovem čudežnem begu iz ječe je Herod ukazal vojakom, naj ga poiščejo. Ko ga niso našli, jih je zaslišal in dal usmrtiti. Nato je odšel iz Judeje v Cezarejo, kjer je ostal nekaj časa. Na določen dan si je nadel kraljevsko oblačilo, sedel na prestol in imel slovesen govor. Ljudstvo je med govorom vzklikalo »Božji glas je to in ne človeški«. V hipu pa ga je udaril Gospodov angel, ker ni dal časti Bogu. Razjedli so ga črvi in izdihnil je.

### Judovski viri
Judovski viri, tudi Talmud, imajo o Agripi potitivno mnenje.  
Agripa se je, obložen z odlikovanji in častnimi nazivi, vrnil domov in preostalih nekaj let vladal v miru in blaginji. Posledice nebrzdanih strasti v Rimu so ga izučile zmernosti in stroge samokontrole. Judje so nanj gledali z ljubeznijo in predanostjo, ker je zacelil globoke rane, ki so jih na njihovem ponosu pustili  kruti rimski guvernerji. Bil je sočuten vladar, ki je spoštoval zakone prednikov in se je skupaj s podložniki udeleževal verskih obredov. Jeruzalemskemu templju je celo podaril zlato verigo, ki jo je dobil od Kaligule.  Na svojih novcih se je skrbno izogibal vsem simbolom, ki bi lahko žalili verska čustva podložnikov. Pokušal je olajšati obdavčitve, tako da je zmanšal davek na hiše v Jeruzalemu. Rimljani so zaradi naraščajoče blaginje postali ljubosumni in so ga, včasih odkrito, včasih pa prikrito, ovirali. Ko je začel popravljati utrdbe v prestolnici, je moral dela takoj ustaviti. Njegove poskuse bratenja s sosednjimi ljudstvi so v Rimu razumeli kot znamenje upora. Njegovo nenadno smrt v Cezareji leta 44  so Judje globoko obžalovali, četudi je v veliki meri dopuščal poganske šege in navade.
Kristjani so na njegovo smrt gledali kot na božjo kazen zaradi  njegove neprikrite sovražnosti do njihove mlade verske skupnosti.

### Nova zaveza
Herod Agripa se v Novi zavezi omenja kot kralj Herod. Ugotavljanje njegove istovetnosti temelji na opisu njegove smrti, ki je podoben opisu v Jožefovih Judovskih starinah, čeprav Jožef ne omenja angela in tega, da so ga razžrli črvi. Drug dokaz je v Apostolskih delih 12, 1, kjer je omenjen kot kralj Herod. Edini Herod, ki je takrat vladal v Jeruzalemu, je bil Agripa.
V krščanskih virih je opisan kot krut vladar, ki je preganjal jeruzalemske kristjane, ubil Jakoba, sina Zabedejeva, in vrgel v ječo apostola Petra. Njihov opis je povsem nasproten Jožefovemu, vendar krščanski učenjaki kljub temu trdijo, da je smiseln.
V Novi zavezi je omenjen tudi njegov komornik Blast, v Evangelijih pa Agripov stric in predhodnik Herod Antipa, vladar Galileje in Pereje, ki je odobril usmrtitev Janeza Krstnika in igral pomembno vlogo v procesu proti Jezusu. Agripovega sina Heroda Agripo II. in njegovo sestro Bereniko je rimski prokurator Judeje Porcij Fest pozval, naj sodelujeta v sodnem procesu proti apostolu Pavlu.

## Potomstvo
Agripa I. je imel sina in tri hčerke.
- Herod Agripa II. (27/28 ? –93 ?) je postal sedmi in zadnji kralj iz Herodske rodbine.
- Julija Berenika (28-po 81) se je okoli leta 41 poročila z bogatim aleksandrijskim trgovcem Markom Julijem Aleksandrom, sinom Aleksandra Alabarha. Po njegovi smrti se je poročila s svojim stricem Herodom, kraljem Halkide. Kasneje že živela v domnevno krvoskrunskem odnosu z bratom Agripo II..  Rimski pesnik Juvenal namiguje, da je bila nazadnje poročena s kilikijskim kraljem Polamom.[18] Svetonij trdi, da je imela tudi razmerje z rimskim cesarjem Titom.[19]
- Mariamna (34-?) je bila poročena z Gajem Julijem Arhelajem Antiohom Epifanom, vplivnim knezom iz Komagene.  Z njim je imela hčerko Bereniko, ki je po ločitvi staršev  živela z materjo v Aleksandriji.
- Druzila (38-79) je bila prvič poročena z Gajem Julijem Azizom, kraljem Homsa, za njim pa z judejskom prokuratorjem Antonijem Feliksom.[20][21][22][23] Druzila in njen sin Mark Antonij Agripa sta umrla v Pompejih med izbruhom Vezuva.

## Družinsko drevo
|  |  |               |               |               |               |               |               |              |              |                 |                 |                              |                              |                              |                              |                              |                              |                             |                             |                             |                             |                          |                          |                          |                          |                 |                 |                 |                 |                 |                 |          |          |                  |                  |                  |                  |                  |                  |         |         |  |  |  |  |  |  |  |  |  |  |  |  |  |  |  |  |  |  |  |  |  |  |  |  |  |  |  |  |  |  |
|  |  |               |               |               |               |               |               |              |              |                 |                 | Aleksander Judejski          | Aleksander Judejski          | Aleksander Judejski          | Aleksander Judejski          | Aleksander Judejski          | Aleksander Judejski          |                             |                             | Aleksandra Makabejska       | Aleksandra Makabejska       | Aleksandra Makabejska    | Aleksandra Makabejska    | Aleksandra Makabejska    | Aleksandra Makabejska    |                 |                 |                 |                 |                 |                 |          |          |                  |                  |                  |                  |                  |                  |         |         |  |  |  |  |  |  |  |  |  |  |  |  |  |  |  |  |  |  |  |  |  |  |  |  |  |  |  |  |  |  |
|  |  |               |               |               |               |               |               |              |              |                 |                 | Aleksander Judejski          | Aleksander Judejski          | Aleksander Judejski          | Aleksander Judejski          | Aleksander Judejski          | Aleksander Judejski          |                             |                             | Aleksandra Makabejska       | Aleksandra Makabejska       | Aleksandra Makabejska    | Aleksandra Makabejska    | Aleksandra Makabejska    | Aleksandra Makabejska    |                 |                 |                 |                 |                 |                 |          |          |                  |                  |                  |                  |                  |                  |         |         |  |  |  |  |  |  |  |  |  |  |  |  |  |  |  |  |  |  |  |  |  |  |  |  |  |  |  |  |  |  |
|  |  |               |               |               |               |               |               |              |              |                 |                 |                              |                              |                              |                              |                              |                              |                             |                             |                             |                             |                          |                          |                          |                          |                 |                 |                 |                 |                 |                 |          |          |                  |                  |                  |                  |                  |                  |         |         |  |  |  |  |  |  |  |  |  |  |  |  |  |  |  |  |  |  |  |  |  |  |  |  |  |  |  |  |  |  |
|  |  |               |               |               |               |               |               | Herod Veliki | Herod Veliki | Herod Veliki    | Herod Veliki    | Herod Veliki                 | Herod Veliki                 |                              |                              | Mariamna I. † 29 pr. n. št.  | Mariamna I. † 29 pr. n. št.  | Mariamna I. † 29 pr. n. št. | Mariamna I. † 29 pr. n. št. | Mariamna I. † 29 pr. n. št. | Mariamna I. † 29 pr. n. št. |                          |                          |                          |                          |                 |                 |                 |                 |                 |                 |          |          |                  |                  |                  |                  |                  |                  |         |         |  |  |  |  |  |  |  |  |  |  |  |  |  |  |  |  |  |  |  |  |  |  |  |  |  |  |  |  |  |  |
|  |  |               |               |               |               |               |               | Herod Veliki | Herod Veliki | Herod Veliki    | Herod Veliki    | Herod Veliki                 | Herod Veliki                 |                              |                              | Mariamna I. † 29 pr. n. št.  | Mariamna I. † 29 pr. n. št.  | Mariamna I. † 29 pr. n. št. | Mariamna I. † 29 pr. n. št. | Mariamna I. † 29 pr. n. št. | Mariamna I. † 29 pr. n. št. |                          |                          |                          |                          |                 |                 |                 |                 |                 |                 |          |          |                  |                  |                  |                  |                  |                  |         |         |  |  |  |  |  |  |  |  |  |  |  |  |  |  |  |  |  |  |  |  |  |  |  |  |  |  |  |  |  |  |
|  |  |               |               |               |               |               |               |              |              |                 |                 |                              |                              |                              |                              |                              |                              |                             |                             |                             |                             |                          |                          |                          |                          |                 |                 |                 |                 |                 |                 |          |          |                  |                  |                  |                  |                  |                  |         |         |  |  |  |  |  |  |  |  |  |  |  |  |  |  |  |  |  |  |  |  |  |  |  |  |  |  |  |  |  |  |
|  |  |               |               |               |               |               |               |              |              |                 |                 | Aristobul IV. † 7 pr. n. št. | Aristobul IV. † 7 pr. n. št. | Aristobul IV. † 7 pr. n. št. | Aristobul IV. † 7 pr. n. št. | Aristobul IV. † 7 pr. n. št. | Aristobul IV. † 7 pr. n. št. |                             |                             | Berenika (hčerka Salome)    | Berenika (hčerka Salome)    | Berenika (hčerka Salome) | Berenika (hčerka Salome) | Berenika (hčerka Salome) | Berenika (hčerka Salome) |                 |                 |                 |                 |                 |                 |          |          |                  |                  |                  |                  |                  |                  |         |         |  |  |  |  |  |  |  |  |  |  |  |  |  |  |  |  |  |  |  |  |  |  |  |  |  |  |  |  |  |  |
|  |  |               |               |               |               |               |               |              |              |                 |                 | Aristobul IV. † 7 pr. n. št. | Aristobul IV. † 7 pr. n. št. | Aristobul IV. † 7 pr. n. št. | Aristobul IV. † 7 pr. n. št. | Aristobul IV. † 7 pr. n. št. | Aristobul IV. † 7 pr. n. št. |                             |                             | Berenika (hčerka Salome)    | Berenika (hčerka Salome)    | Berenika (hčerka Salome) | Berenika (hčerka Salome) | Berenika (hčerka Salome) | Berenika (hčerka Salome) |                 |                 |                 |                 |                 |                 |          |          |                  |                  |                  |                  |                  |                  |         |         |  |  |  |  |  |  |  |  |  |  |  |  |  |  |  |  |  |  |  |  |  |  |  |  |  |  |  |  |  |  |
|  |  |               |               |               |               |               |               |              |              |                 |                 |                              |                              |                              |                              |                              |                              |                             |                             |                             |                             |                          |                          |                          |                          |                 |                 |                 |                 |                 |                 |          |          |                  |                  |                  |                  |                  |                  |         |         |  |  |  |  |  |  |  |  |  |  |  |  |  |  |  |  |  |  |  |  |  |  |  |  |  |  |  |  |  |  |
|  |  |               |               |               |               |               |               |              |              |                 |                 |                              |                              |                              |                              |                              |                              |                             |                             |                             |                             |                          |                          |                          |                          |                 |                 |                 |                 |                 |                 |          |          |                  |                  |                  |                  |                  |                  |         |         |  |  |  |  |  |  |  |  |  |  |  |  |  |  |  |  |  |  |  |  |  |  |  |  |  |  |  |  |  |  |
|  |  | Mariamna III. | Mariamna III. | Mariamna III. | Mariamna III. | Mariamna III. | Mariamna III. |              |              | Herod Halkidski | Herod Halkidski | Herod Halkidski              | Herod Halkidski              | Herod Halkidski              | Herod Halkidski              |                              |                              | Herodij                     | Herodij                     | Herodij                     | Herodij                     | Herodij                  | Herodij                  |                          |                          | Herod Agrippa I | Herod Agrippa I | Herod Agrippa I | Herod Agrippa I | Herod Agrippa I | Herod Agrippa I |          |          | Aristobul mlajši | Aristobul mlajši | Aristobul mlajši | Aristobul mlajši | Aristobul mlajši | Aristobul mlajši |         |         |  |  |  |  |  |  |  |  |  |  |  |  |  |  |  |  |  |  |  |  |  |  |  |  |  |  |  |  |  |  |
|  |  | Mariamna III. | Mariamna III. | Mariamna III. | Mariamna III. | Mariamna III. | Mariamna III. |              |              | Herod Halkidski | Herod Halkidski | Herod Halkidski              | Herod Halkidski              | Herod Halkidski              | Herod Halkidski              |                              |                              | Herodij                     | Herodij                     | Herodij                     | Herodij                     | Herodij                  | Herodij                  |                          |                          | Herod Agrippa I | Herod Agrippa I | Herod Agrippa I | Herod Agrippa I | Herod Agrippa I | Herod Agrippa I |          |          | Aristobul mlajši | Aristobul mlajši | Aristobul mlajši | Aristobul mlajši | Aristobul mlajši | Aristobul mlajši |         |         |  |  |  |  |  |  |  |  |  |  |  |  |  |  |  |  |  |  |  |  |  |  |  |  |  |  |  |  |  |  |
|  |  |               |               |               |               |               |               |              |              |                 |                 |                              |                              |                              |                              |                              |                              |                             |                             |                             |                             |                          |                          |                          |                          |                 |                 |                 |                 |                 |                 |          |          |                  |                  |                  |                  |                  |                  |         |         |  |  |  |  |  |  |  |  |  |  |  |  |  |  |  |  |  |  |  |  |  |  |  |  |  |  |  |  |  |  |
|  |  |               |               |               |               |               |               |              |              |                 |                 | Herod Agripa II.             | Herod Agripa II.             | Herod Agripa II.             | Herod Agripa II.             | Herod Agripa II.             | Herod Agripa II.             |                             |                             | Berenika                    | Berenika                    | Berenika                 | Berenika                 | Berenika                 | Berenika                 |                 |                 | Mariamna        | Mariamna        | Mariamna        | Mariamna        | Mariamna | Mariamna |                  |                  | Druzila          | Druzila          | Druzila          | Druzila          | Druzila | Druzila |  |  |  |  |  |  |  |  |  |  |  |  |  |  |  |  |  |  |  |  |  |  |  |  |  |  |  |  |  |  |